# Naomi Judd
Pour les articles homonymes, voir Judd (homonymie).
Naomi Judd (nom de scène de Diana Ellen Judd, née le 11 janvier 1946 à Ashland (Kentucky) et morte le 30 avril 2022 par suicide) est une chanteuse américaine de musique country, actrice, scénariste et productrice. 

## Biographie
Naomi Judd est connue pour avoir formé, avec sa fille Wynonna Judd, le duo The Judds. 

### Famille
Naomi Judd a aussi pour fille la comédienne Ashley Judd.

## Filmographie

### comme actrice
- 1979 : American Graffiti, la suite (More American Graffiti) de Bill Norton : la fille dans le bus
- 1983 : Living Proof: The Hank Williams, Jr. Story (TV) : Redhead
- 1993 : Rio Diablo (TV) : Flora Mae Pepper
- 1999 : Family Tree : Sarah
- 1999 : La Mélodie de Noël (A Holiday Romance) (TV) : Lily Waite
- 2001 : Attraction animale (Someone Like You...) : Jane Goodale
- 2001 : Between Us with Naomi Judd (série TV) : Host
- 2011 : Sur les traces de ma fille (The Killing Game) (TV) : Sandra Duncan
- 2013 : La Plus Belle Vitrine de Noël (Window Wonderland) (TV) : Rita

### comme productrice
- 1995 : Naomi & Wynonna: Love Can Build a Bridge (en) (TV)